# Cassagnoles (Hérault)
 Cassagnoles  es una población y comuna francesa, situada en la región de Languedoc-Rosellón, departamento de Hérault, en el distrito de Béziers y cantón de Olonzac.

## Demografía
| 158 | 151 | 127 | 97 | 91 | 79 |
| Para los censos de 1962 a 1999 la población legal corresponde a la población sin duplicidades (Fuente: INSEE [Consultar]) |     |     |    |    |    |